# 隆托什·拉斯洛
隆托什·拉斯洛（匈牙利語：Lantos László，1938年12月4日—2019年6月9日），生于貝凱什喬包，匈牙利前男子游泳运动员。他曾代表匈牙利参加1960年夏季奥运会三项游泳比赛，均未能晋级下一轮。